# Maria Josepha af Sachsen (1867-1944)
 For alternative betydninger, se Maria Josepha af Sachsen. (Se også artikler, som begynder med Maria Josepha af Sachsen)
Maria Josepha af Sachsen (tysk: Maria Josepha Luise Philippine Elisabeth Pia Angelika Margarete; 31. maj 1867 – 28. maj 1944) var en prinsesse af Sachsen, der var ærkehertuginde af Østrig som ægtefælle til ærkehertug Otto af Østrig. Hun var mor til kejser Karl 1. af Østrig